# Tito Vilanova
Tito Vilanova, tên đầy đủ là Francesc "Tito" Vilanova i Bayó (1968 – 2014), là một huấn luyện viên bóng đá người Tây Ban Nha. Ông được chỉ định là huấn luyện viên trưởng của đội bóng đá Barcelona từ mùa bóng 2012 – 2013 sau khi Pep Guardiola ra đi.

## Sự nghiệp
Sinh vào tháng 9 năm 1969 tại Bellcaire d'Empordà, một ngôi làng nằm ở tỉnh Girona của Catalan, Vilanova gia nhập La Masia năm 1984. Năm 1988, ông cùng Pep Guardiola tốt nghiệp tại La Masia nhưng không lọt vào đội hình chính, sau đó chơi bóng 2 năm cho đội Barca B.
Năm 1990, ông gia nhập Figueres ở giải hạng 2. Năm 1992, ông chuyển tới Celta Vigo, nhưng thất bại trong việc giữ một suất chính thức. Năm 1995, Tito rời Celta và sau đó chơi cho 5 câu lạc bộ khác nhau. Năm 2002, ông giải nghệ, chuyển sang làm Giám đốc thể thao tại Terrassa.
Năm 2007, Tito Vilanova trở thành trợ lý của Pep Guardiola ở đội Barca B và giúp đội thăng hạng mùa giải đó.
Vào tháng 6 năm 2008, Pep Guardiola lên làm huấn luyện viên trưởng Barcelona và bổ nhiệm Tito Vilanova vào cương vị trợ lý. Barca có cú ăn 3 trong mùa đầu tiên họ làm việc. Tiếp theo đó là 2 chức vô địch La Liga, 1 chức vô địch Champions League và 2 cúp vô địch Thế giới các CLB trong 2 năm tiếp theo.
Vào ngày 27 tháng 4 năm 2012, Tito được bổ nhiệm làm huấn luyện viên thay thế Guardiola sau khi Pep Guardiola tuyên bố sẽ không gia hạn hợp đồng.
Ngày 25 tháng 4 năm 2014, Tito đã trút hơi thở cuối cùng bên người thân ở tuổi 45 sau một thời gian dài chống chọi với căn bệnh ung thư hiểm nghèo.